# Stevenage Football Club 2013-2014
Questa pagina raccoglie i dati riguardanti il Stevenage Football Club nelle competizioni ufficiali della stagione 2013-2014.

## Rosa
| N. |                        | Ruolo | Calciatore     |
| -- | ---------------------- | ----- | -------------- |
| 1  | Inghilterra (bandiera) | P     | Steve Arnold   |
| 2  | Inghilterra (bandiera) | C     | Sam Wedgbury   |
| 3  | Inghilterra (bandiera) | D     | Lee Hills      |
| 4  | Inghilterra (bandiera) | D     | Ben Chorley    |
| 5  | Inghilterra (bandiera) | D     | Jon Ashton     |
| 6  | Inghilterra (bandiera) | D     | Luke Jones     |
| 7  | Portogallo (bandiera)  | C     | Filipe Morais  |
| 8  | Inghilterra (bandiera) | C     | James Dunne    |
| 9  | Inghilterra (bandiera) | D     | Darius Charles |
| 10 | Inghilterra (bandiera) | A     | Jordan Burrow  |
| 11 | Inghilterra (bandiera) | A     | Lucas Akins    |
| 13 | Irlanda (bandiera)     | A     | Don Cowan      |
| 14 | Inghilterra (bandiera) | C     | Simon Heslop   |
| 15 | Inghilterra (bandiera) | C     | Luke Freeman   |
| 16 | Inghilterra (bandiera) | P     | Chris Day      |

| N. |                             | Ruolo | Calciatore       |
| -- | --------------------------- | ----- | ---------------- |
| 17 | Inghilterra (bandiera)      | C     | Greg Tansey      |
| 20 | Inghilterra (bandiera)      | C     | Jimmy Smith      |
| 21 | Francia (bandiera)          | A     | Oumare Tounkara  |
| 22 | Scozia (bandiera)           | D     | David Gray       |
| 23 | Spagna (bandiera)           | A     | Dani López       |
| 24 | Galles (bandiera)           | C     | Michael Doughty  |
| 25 | Inghilterra (bandiera)      | D     | George Allen     |
| 28 | Inghilterra (bandiera)      | C     | Joseph N'Guessan |
| 29 | Inghilterra (bandiera)      | D     | Peter Hartley    |
| 32 | Irlanda del Nord (bandiera) | C     | Robin Shroot     |
| 34 | Inghilterra (bandiera)      | A     | Roarie Deacon    |
| —  | Portogallo (bandiera)       | C     | Bruno Andrade    |
| —  | Inghilterra (bandiera)      | D     | Jhai Dhillon     |
| —  | Costa d'Avorio (bandiera)   | A     | François Zoko    |